# Didier Roux
Pour les articles homonymes, voir Roux.
Didier Roux, né le 16 mai 1955 à Neuilly-sur-Seine, est un physico-chimiste français. Il est directeur de la recherche et de l'innovation de Saint-Gobain et membre de l'Académie des sciences et de l'Académie des technologies.

## Biographie

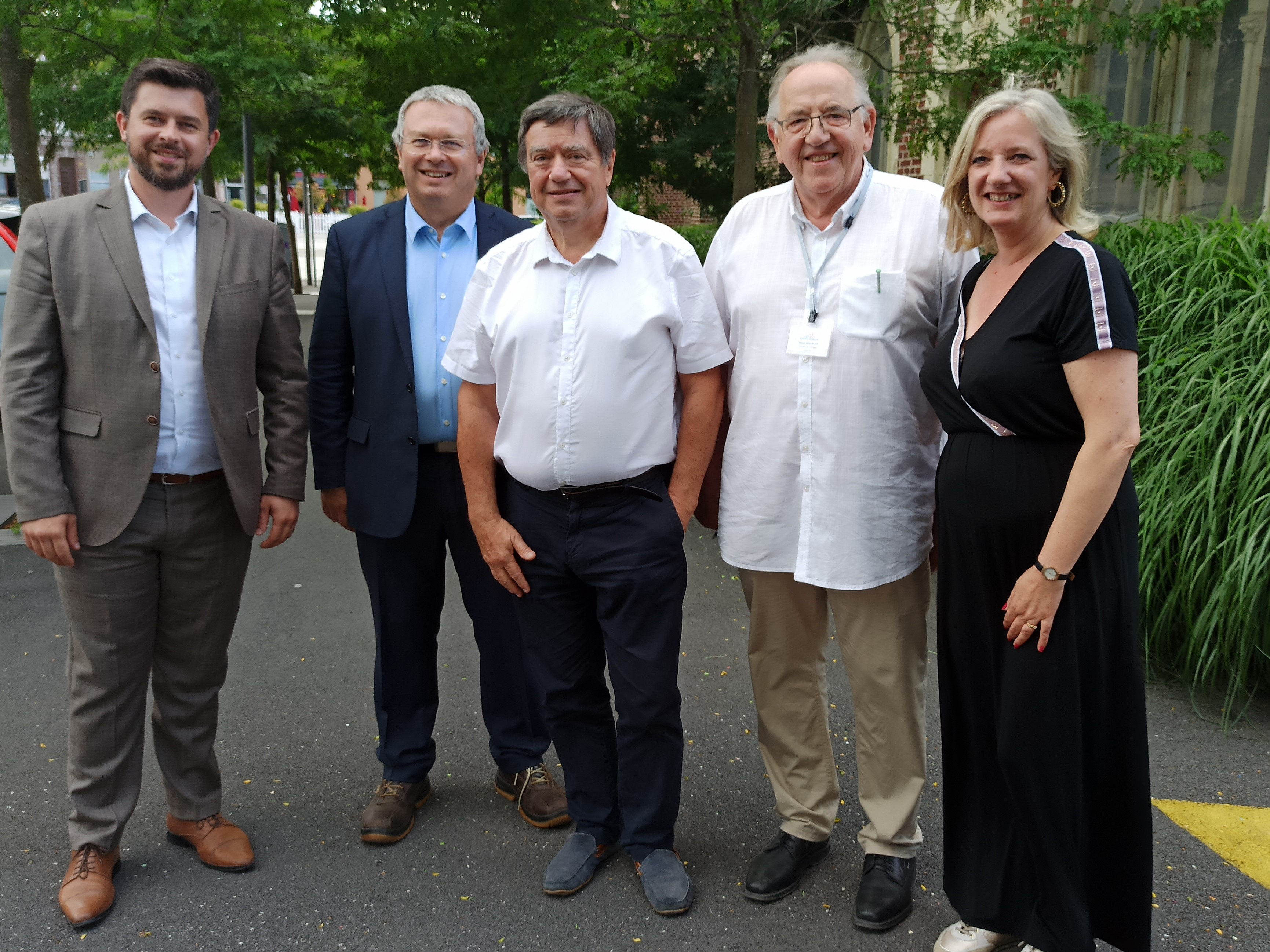
Au centre, Didier Roux en conférence à Aniche sur le thème du verre à L'Idéal-Cinéma le 1 juillet 2022, avec à gauche Xavier Bartoszek, maire d'Aniche, François Laurent directeur du site Saint-Gobain Glass Aniche ; à droite René Diverchy président du Centre de Mémoire de la Verrerie d'en Haut et Catherine Leriche adjointe à la culture.

Élève de l'École normale supérieure de Saint-Cloud, Didier Roux soutient en 1980 une thèse de troisième cycle en chimie physique à l'université Paris 11, puis étudie l'influence des interactions entre micelles sur le comportement critique des micro-émulsions lors de son doctorat à l'université de Bordeaux 1. Il étudie la stabilité des micro-émulsions, découvre l’existence des interactions d’ondulations et les phases éponges. Ces travaux intéressent l'industrie pétrolière et particulièrement Exxon où il est nommé scientifique associé en 1986. Directeur de recherche au CNRS à Bordeaux, il découvre un nouveau type d’instabilité, les phases oignons correspondant à une transition dynamique d’une phase lamellaire orientée vers une phase de vésicules multi-lamellaires. Ces vésicules sont utilisées comme micro-réacteur chimique ou comme vecteurs biologiques. Il cofonde deux startup de biotechnologie Capsulis, spécialisée dans la microencapsulation de substance active et Rheocontrol qui commercialise de nouveaux rhéomètres. En 1998, il est nommé directeur scientifique adjoint de Rhône-Poulenc puis directeur de la recherche et de l'innovation de Saint-Gobain en 2005.
Didier Roux a été membre du conseil scientifique de l'Institut Curie, de l'ESPCI ParisTech et du conseil d'administration de l'ENS Lyon. Il est nommé Président du conseil scientifique de l'ADEME en 2013 et président du conseil scientifique de l'École nationale des ponts et chaussées (ENPC) en 2015. En 2022, il est nommé président de la fondation La main à la pâte.

## Sciences fondamentales et innovations industrielles
Le parcours de Didier Roux s’appuie avant tout sur un travail de chercheur fondamentaliste qui a été longtemps centré autour de la physico-chimie de la matière condensée. Ses travaux les plus marquants correspondent à des études à l’équilibre et hors d’équilibre du comportement des phases partiellement organisées (cristaux liquides, colloïdes, tensioactifs en solution…). Pour une part, ils se sont appuyés à la fois sur une démarche expérimentale et de modélisation théorique permettant de décrire et de comprendre le comportement de surfaces très flexibles soumises à des fluctuations thermiques (surfaces fluctuantes). Ceci a permis d’aboutir à une vision universelle du comportement de ces surfaces en mettant en évidence en particulier l’existence des interactions d’ondulation entre membrane, et la découverte de phases de membranes aléatoirement connectées dans l’espace (phase éponge),.  D’autre part, ses travaux sur l’étude hors d’équilibre de ces phases nous ont permis de découvrir un type nouveau d’instabilité illustrant ainsi de façon spectaculaire le changement de structure de la matière fragile soumise à un écoulement (transition sous écoulement de la phase lamellaire à une phase de vésicules multilamellaires),. Il a ensuite contribué et réussi à illustrer comment des compétences en physico-chimie pouvaient participer à la compréhension de la biologie cellulaire en étudiant le cas d’objets colloïdaux en interaction avec des cellules (adhésion – internalisation de « virus » artificiels),.
Par la suite et conduit au départ par le hasard d’une découverte, il a œuvré systématiquement au débouché vers des applications de ses travaux et de ceux des autres. L’industrialisation d’une technologie basée sur une découverte : la production de sphérulites et la mise au point d’un instrument de mesure qui a été commercialisé (le RheoScope) en sont des exemples. A travers des entreprises de type « Start-up », de l’intérêt qu’il y a de s’appuyer directement sur des compétences fondamentales pour participer à la réalisation de produits industriels innovants. Ce n’est pourtant qu’un aspect des efforts systématiques qu'il a pu accomplir, il a ainsi pu contribuer, à l’intérieur des grands groupes industriels, à l’émergence d’innovations.

## Distinctions
Didier Roux est lauréat de la médaille d'argent du CNRS (1992), du grand prix IBM matériaux (1993), du grand prix Mergier-Bourdeix de l'Académie des sciences (1995) et du Grand prix de physique appliquée de la société française de physique. Il a obtenu la médaille de l'innovation du CNRS en 2013. Il est membre de l'Académie des sciences, de l'Académie des technologies et est chevalier de l’Ordre national du Mérite.